# Antonio María Pueyo de Val

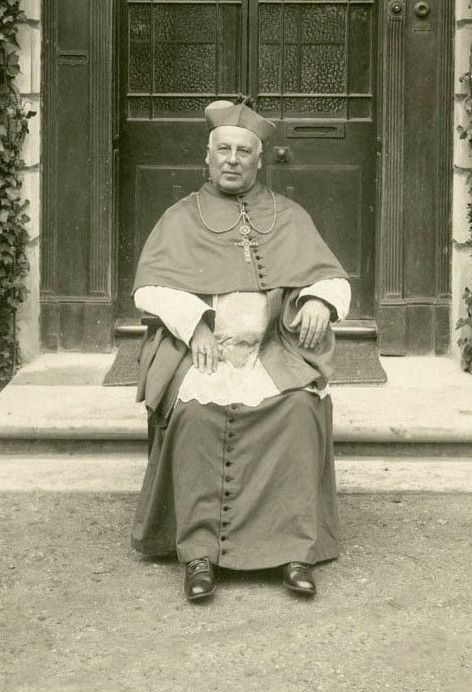
Antonio Pueyo de Val

Antonio María Pueyo de Val CMF (* 31. Mai 1864 in Monzón; † 9. Oktober 1929) war ein römisch-katholischer Bischof von Pasto.

## Leben
Antonio María Pueyo de Val trat der Ordensgemeinschaft der Claretiner bei und empfing am 22. August 1886 die Priesterweihe.
Papst Benedikt XV. ernannte am 26. November 1917 ihn zum Bischof von Pasto. Der Apostolische Nuntius in Kolumbien, Enrico Gasparri, spendete ihm am 26. Januar des nächsten Jahres die Bischofsweihe; Mitkonsekratoren waren Eduardo Maldonado Calvo, Bischof von Tunja und Leonidas Medina, Weihbischof in Bogotá.